# 日南市立油津小学校
日南市立油津小学校（にちなんしりつ あぶらつしょうがっこう）は、宮崎県日南市園田二丁目にある公立の小学校。

## 概要
歴史
1875年（明治8年）に創立。現校名になったのは1950年（昭和25年）。2025年（令和7年）に創立150周年を迎える。
通学区域
「材木、西町、上町、下西、下東、梅上、梅下、春日、瀬貝、園田、松原団地、瀬西（一部）、木山（一部）、上平野（一部）、平山（一部）」。中学校区は日南市立油津中学校。
校章
中央に校名の頭文字である「油」の文字を置いている。
校歌
作詞は矢野不二男、作曲は園山民平による。歌詞は3番まであり、各番の歌詞中に校名の「油津」が登場する。

## 沿革
- 1875年（明治8年）11月7日 - 油津上町に「油津小学校」が創立。
- 1876年（明治9年）8月 - 宮崎県が鹿児島県に合併される。これにより、鹿児島県管下の小学校となる。
- 1877年（明治10年）- 西南の役により、一時閉校となる。
- 1883年（明治16年）5月9日 - 宮崎県が再び設置される。
- 1887年（明治20年）7月 - 小学校令施行により、尋常科（4年制）を設置の上、「尋常油津小学校」に改称。
- 1889年（明治22年）5月1日 - 南那珂郡「油津町」が発足。
- 1892年（明治24年）4月 -「南那珂郡北八ヶ町村組合立 高等飫肥小学校」が創立（尋常飫肥小学校の隣接地に校舎が完成）。尋常小学校修了者のうち、希望者が有償で通学する。
- 1892年（明治25年）4月 - 「油津尋常小学校」に改称。
- 1903年（明治36年）4月 - 飫肥高等小学校を運営する南那珂郡北八ヶ町村組合が解散。これにより、高等科（4年制）を併置の上、「油津尋常高等小学校」（尋常科4年・高等科4年）に改称。
- 1908年（明治41年）4月1日 - 改正小学校令により、義務教育年限（尋常科の修業年限）が4年から6年に延長となる。
  - 旧高等科1年を尋常科5年、旧高等科2年を尋常科6年、旧高等科3年を高等科1年、旧高等科4年を高等科2年に振り替える（尋常科6年・高等科2年）。
- 1910年（大正9年）11月 - 校舎を増築。
- 1925年（大正14年）2月11日 - 現在地に木造2階建て校舎1棟を移築。
- 1937年（昭和12年）3月 - 東側に校舎を移転し、西側に運動場を造成。
- 1941年（昭和16年）4月1日 - 国民学校令により、「油津町油津国民学校」と改称。尋常科を初等科に改める。木造2階建て校舎が運動場の北側に完成。
- 1945年（昭和20年）8月12日 - 終戦まであと3日のところで、戦災により校舎を全焼。町内で分散授業を余儀なくされる。
- 1947年（昭和22年）- 学制改革が行われる（六・三制の実施）。
  - 4月1日 - 国民学校の初等科が、新制小学校「油津町立油津小学校」に改組・改称。
  - 5月8日 - 国民学校の高等科は青年学校普通科とともに、新制中学校「油津町立油津中学校」に改組・改称。
  - 9月9日 - PTAが発足。
- 1948年（昭和23年）2月 - 校舎の一部が復旧。分散教室を解消（ただし、二部授業を継続）。給食室を新築の上、ミルク給食を開始。
- 1949年（昭和24年）1月 - 校舎が復旧し、二部授業を解消。
- 1950年（昭和25年）1月1日 - 町村合併により、日南市が発足。これにより、「日南市立油津小学校」（現校名）に改称。
- 1952年（昭和27年）11月 - 校旗を制定。
- 1953年（昭和28年）4月1日 - 日南市立桜ヶ丘小学校を新設・分離。 岩崎地区と木山地区（一部）の児童が転出。
- 1957年（昭和32年）6月 - プールと体育館が完成。完全給食を開始。
- 1965年（昭和40年）4月 - 鉄筋コンクリート造3階建て新校舎（12教室、第一期工事）が完成。
- 1966年（昭和41年）3月 - 鉄筋コンクリート造3階建て新校舎（12教室、第二期工事）が完成。
- 1974年（昭和49年）3月 - 鉄筋コンクリート造2階建校舎2棟（管理棟・給食室含む）が完成。運動場を整地の上、芝張りを完了。
- 1975年（昭和50年）11月22日 - 創立100周年記念式典を挙行。100周年の森を設置。
- 1984年（昭和59年）1月 - 新体育館が完成。
- 1985年（昭和60年）8月 - 新プールが完成。
- 1990年（平成2年）12月 - 4号棟校舎の改築工事が完了。
- 1991年（平成3年）12月 - 3号棟校舎の改築工事が完了。
- 1993年（平成5年）12月 - コンピュータ教室を開設。
- 2007年（平成19年）7月 - 給食室を閉鎖。
- 2008年（平成20年）4月1日 - 言語障がい通級指導教室を開級。
- 2009年（平成21年）
  - 4月 - エレベーターを新設。校内バリアフリー化（改修Ⅰ期工事）が完了。
  - 12月 - 校内バリアフリー化（改修Ⅱ期工事）が完了。

## 交通アクセス
最寄りの鉄道駅
- JR九州 日南線 「油津駅」

最寄りのバス停
- 宮崎交通バス 「山形屋前（日南市）」バス停

最寄りの幹線道路
- 国道222号

## 周辺
- ひなもり保育園
- 日南市生涯学習センターまなびピア
- 日南市立まなびピア図書館
- 日南看護専門学校
- 宮崎県立日南病院